# In Extremo

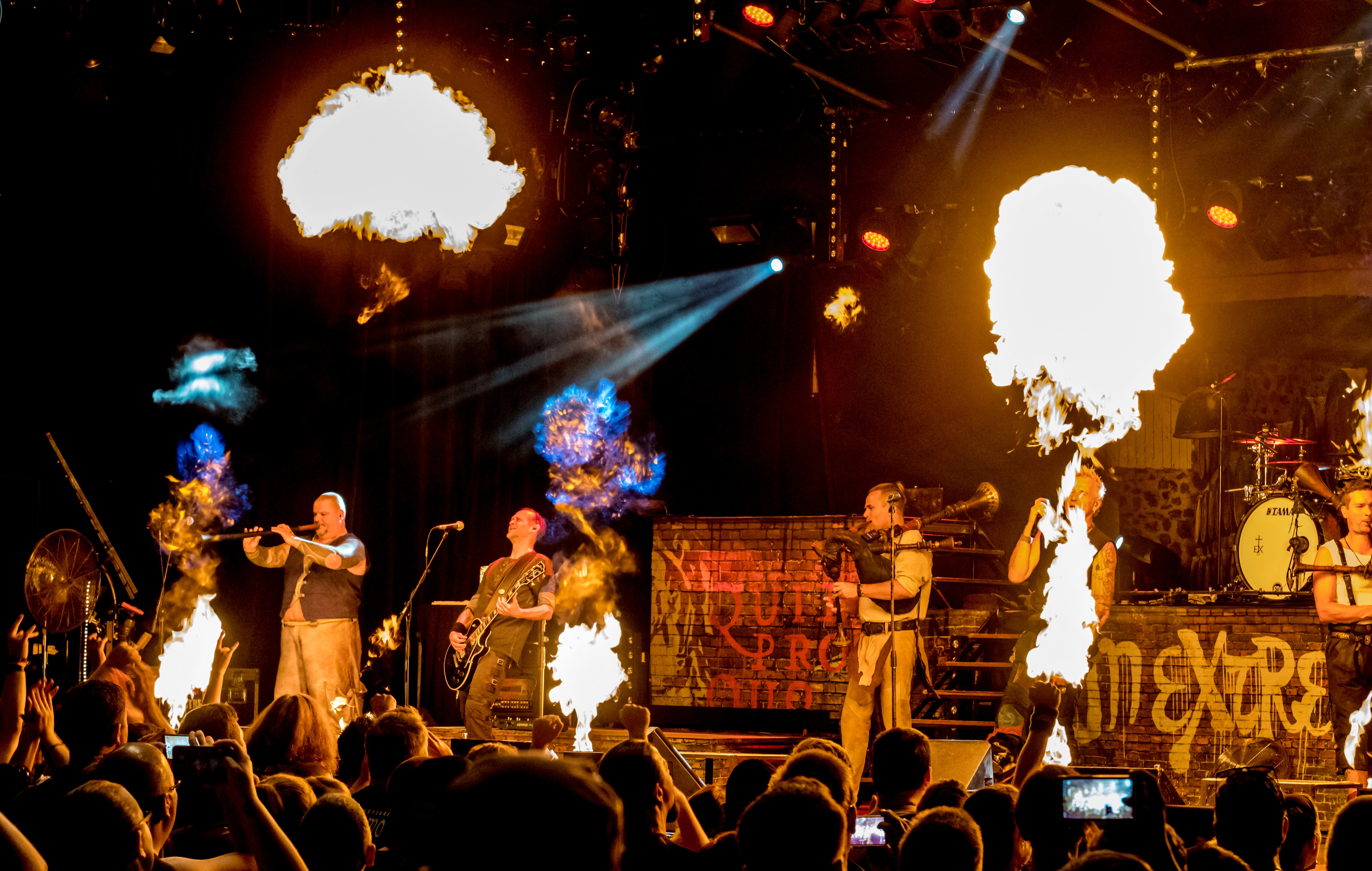
In Extremo Zelt-Musik-Festival 2018 Freiburg, Německo

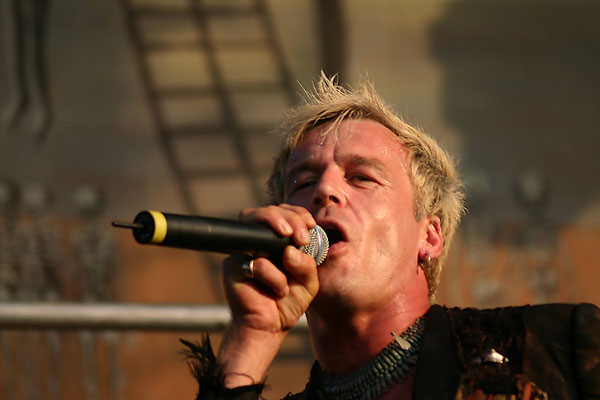
Das letzte Einhorn (zpěvák)

In Extremo (latinsky: „na konci“ nebo „v extrému“) je německá folk metalová skupina původem z Berlína. Stylově kombinuje metal s tradičními středověkými písněmi, spojuje zvuk běžných rock/metalových nástrojů s historickými nástroji (např. dudy, harfa, niněra). Různé verze dobře známých středověkých balad tvoří hlavní část jejich repertoáru, ale postupem času si kapela píše i vlastní materiál. Ten je psán v němčině, zatímco ostatní písně jsou v mnoha různých jazycích včetně španělštiny, angličtiny, norštiny, švédštiny, islandštiny, francouzštiny, hebrejštiny, latiny.

## Historie
Kapela In Extremo (zkráceně InEx, nebo jednoduše IX) začala původně jako dva oddělené projekty; bezejmenná skupina hrající čistě středověkou hudbu, a rocková kapela. Časem se dostali do povědomí častými vystoupeními na středověkých trzích, kde hráli své akustické písně. V průběhu nahrávání v roce 1995, Michael Rhein (alias Das Letzte Einhorn, tj. Poslední Jednorožec) založil projekt In Extremo.
Zakládající členové byli Das Letzte Einhorn, Flex Der Biegsame, Conny Fuchs (která opustila kapelu před vydáním z důvodů těhotenství a byla nahrazena Dr. Pymontem) a Sen Pusterbalg (kterého krátce po oficiálním vydání nahradil Yellow Pfeiffer, tj. Žlutý Dudák). Původní složení rockové části bylo Thomas Der Münzer, Der Morgenstern (tj. Ranní hvězda) a Die Lutter.
Rostoucí počet návštěvníků a celkový obecný zájem přivedl In Extremo v roce 1995 k myšlence založit skupinu kombinující dudy s rockovými kytarami. Tak se stali rockovou skupinou s moderními nástroji jako bicí, elektrická basa a kytara propojenou s akustickými prvky.
V srpnu 1996, začali pracovat na prvním albu In Extremo, které již obsahovalo dvě rockové skladby. Protože nedostalo oficiální název, začalo se mu říkat In Extremo Gold, díky zlatému obalu. V únoru 1997, bylo album stejně jako singl Der Galgen rychle vyprodáno na středověkých trzích.
In Extremo koncertovali odděleně jako středověká a rocková kapela až do 29. března 1997, kdy proběhl jejich první společný koncert. Od té doby, uznávají toto datum jako datum založení In Extremo, oficiálně se však oba projekty spojily až 11. ledna 1998. Jejich první velký koncert pak proběhl v dubnu 1998 na zámku Rabenstein v Brandenburgu.
Od té doby se jejich hudba stala znatelně tvrdší a zároveň komerčně úspěšnější. Přesto však stále hrají důležitou roli nástroje jako dudy, loutny apod. Kapela je známá častým využíváním pyrotechnických efektů při svých vystoupeních.

## Styl
Texty pochází z církevních spisů (Merseburger Zaubersprüche, Wessebronner Gebet), Benediktýnských písemností (Raue See), nebo převzaté od neznámých autorů (Tannhuser, Poc Vecem). Čili fakt že nepoužívají jen staré nástroje, ale také jazyky, posílil jejich reputaci středověké metalové kapely. Stejně důležitým zdrojem textů je i středověká sbírka Carmina Burana. Nicméně nejčastěji používané texty jsou od francouzského básníka Françoise Villona.

### Nástroje
Kromě elektrické kytary, baskytary, a bicích, se In Extremo prezentují netradičně (na rockovou kapelu) nástroji především středověkého původu. Používají nastroje jako jsou třeba dudy, niněra, šalmaj, harfa, citera, trumšajt a cimbál.
Dudy byly částečně vyrobeny Dr. Pymontem, ale pomáhal je stavět zkušený výrobce dud. Na zakázku byl dále vyroben rámový buben kompletně potažený zebří kůží, zvaný Das Pferd. Většina dalších nástrojů byla vyrobena u řemeslných výrobců.

### Texty
Některé texty nejsou skládané kapelou, ale pochází - stejně jako nástroje - ze středověku (8.-15. století). Tudíž jsou texty v různých jazycích, které pochopitelně neumí všichni členové kapely. Jazyky obsahují islandštinu, starou švedštinu, starou francouzštinu, střední horní němčinu, starou horní němčinu, latinu a další. Nejznámějším autorem jejich textů je francouzský básník François Villon (Rotes Haar, tj. Rudé Vlasy, a Erdbeermund, tj. Jahodová ústa, přeložené do němčiny Paulem Zechem). Dále, básně od Johanna Wolfganga von Goetheho (Der Rattenfänger, tj. Krysař) a Ludwiga Uhlanda (Des Sängers Fluch, tj. Pěvcovo prokletí - což In Extremo změnili na Spielmannsfluch, tj. Minstrelovo prokletí). Pro album Mein Rasend Herz, In Extremo napsali text k písni Liam first německy, který posléze přeložil do galštiny Rea Garvey, který s nimi také píseň nazpíval.

## Vystoupení
Poprvé se ve větším ukázali v první částí počítačové hry Gothic. Skupina zahraje kopáčům ve starém táboře pro pobavení akustickou verzi skladby Herr Mannelig. Pokud ale hráč chce vidět toto vystoupení, musí vlastnit původní německou verzi hry. Vystoupení rovněž není součástí normálního dění, pro jeho vyvolání je potřebné použít konzoli, a tu lze zpřístupnit jedině po aktivování módu Marvin, který umožňuje zadávání cheatů do hry.
Se stoupajícím úspěchem se o kapelu začaly zajímat i hudební stanice. Byli pozváni do programu Viva Interactive, kde měli patnáct minut call-and-response a zahráli dvě skladby. Odmítli pozvání do Top of the Pops aby zahráli Küss Mich (tj. Polib mě). Das Letzte Einhorn uvedl, že to není prostředí pro ně. V roce 2005 však již toto pozvání přijali a zahráli zde píseň Nur Ihr Allein.
Ve stejném období se díky narůstajícímu publiku přesunuli z tržišť na festivaly jako Rock Am Ring, Wacken Open Air, Taubertal Festival, a Nova Rock v Rakousku. Jejich prozatím největší publikum měli In Extremo na prvním koncertu rozlučkové tour Böhse Onkelze v Červnu 2005, kdy je vidělo 150 000 diváků.

## Úspěchy
První album In Extremo, které vzbudilo opravdový zájem bylo Verehrt Und Angespien. Vydobylo si v te době senzační jedenácté místo v německém žebříčku. Následující album, Sünder Ohne Zügel, pak získalo místo desáté.
Nejvíce úspěchu sklidili s albem 7; které skončilo dokonce na třetím místě. Video k singlu Küss Mich bylo velmi často promítáno na německých hudebních kanálech.

## Diskografie

### Alba
- 1997 In Extremo Gold
- 1998 Hameln
- 1998 Weckt die Toten! (tj.: "Vzbuďte mrtvé!")
- 1998 Die Verrückten sind in der Stadt (tj.: "Blázni jsou ve městě")
- 1999 Verehrt und Angespien
- 2001 Sünder ohne Zügel (tj.: "Hříšníci bez omezení")
- 2002 Live - záznam koncertu
- 2003 Sieben (tj.: "Sedm")
- 2005 Mein Rasend Herz (tj.: "Mé divoce bijící srdce")
- 2006 Raue Spree (tj.: "Drsná Spree")
- 2006 Die Goldene 2006 (tj.: "Zlatá") (Reedice)
- 2006 Hameln 2006 (Reedice)
- 2006 Kein Blick Zurück (tj.: "Žádný pohled zpět")
- 2008 Sängerkrieg (tj.: "Válka zpěváků")
- 2008 Sängerkrieg Akustik Radio Show
- 2009 Am Goldenen Rhein (tj.: "Na zlatém Rýnu") - záznam koncertu
- 2011 Sterneneisen

### Singly
- 1996: Ai vis lo lop (Kazeta)
- 1997: In Extremo (Der Galgen)
- 1998: Ai Vis Lo Lop Vocal-Remix
- 1999: This Corrosion (Promo Maxi CD)
- 1999: Merseburger Zaubersprüche (Promo Maxi CD)
- 2000: Vollmond (tj. Úplněk , Celý měsíc)
- 2001: Unter dem Meer (tj. Pod mořem) (Promo Maxi CD)
- 2001: Wind (Promo Maxi CD)
- 2003: Küss Mich (tj. Polib mě)
- 2003: Erdbeermund (tj. Jahodová ústa)
- 2005: Nur Ihr Allein (tj: Jen vy sami) - vydáno ve třech verzích
- 2005: Horizont
- 2006: Liam (Německá verze)
- 2013: Kunstraub
- 2016: Quid Pro Quo
- 2020: Kompass zur Sonne

### DVD
- 2002 In Extremo - Live
- 2006 Raue Spree 2005